# شورای حقوق بشر سازمان ملل متحد
شورای حقوق بشر سازمان ملل متحد (به انگلیسی: United Nations Human Rights Council) یکی از نهادهای سازمان ملل متحد و از ارکان فرعی مجمع عمومی سازمان ملل متحد است که وظیفه آن نشان دادن موارد نقض حقوق بشر می‌باشد. این شورا هم‌زمان با انحلال نهاد سلفش یعنی کمیسیون حقوق بشر سازمان ملل متحد ایجاد شده است. در ۱۵ مارس ۲۰۰۶، مجمع عمومی قطع نامه مهمی برای ایجاد شورای حقوق بشر به منظور جایگزینی با کمیسیون حقوق بشر تصویب کرد.

## ساختار

### فعلی
| دوره‌ها    | کشورهای آسیایی و اقیانوسیه (۱۳)        | کشورهای آفریقایی (۱۳)                         | کشورهای اروپای شرقی (۶) | کشورهای آمریکای لاتین و کارائیب (۸) | کشورهای اروپای غربی و سایر کشورها (۷) |
| --------- | -------------------------------------- | --------------------------------------------- | ----------------------- | ----------------------------------- | ------------------------------------- |
| ۲۰۲۵–۲۰۲۷ | قبرس جزایر مارشال قطر کره جنوبی تایلند | بنین جمهوری دموکراتیک کنگو اتیوپی گامبیا کنیا | جمهوری چک مقدونیه شمالی | بولیوی کلمبیا مکزیک                 | ایسلند اسپانیا سوئیس                  |
| ۲۰۲۴–۲۰۲۶ | چین اندونزی ژاپن کویت                  | بوروندی ساحل عاج غنا مالاوی                   | آلبانی بلغارستان        | برزیل کوبا دومینیکن                 | فرانسه هلند                           |
| ۲۰۲۳–۲۰۲۵ | بنگلادش قرقیزستان مالدیو ویتنام        | الجزایر مراکش آفریقای جنوبی سودان             | گرجستان رومانی          | شیلی کاستاریکا                      | بلژیک آلمان                           |

### قبلی
| دوره‌ها    | کشورهای آفریقایی                        | کشورهای آسیایی و اقیانوسیه                                     | کشورهای اروپای شرقی                                      | کشورهای آمریکای لاتین و کارائیب | کشورهای اروپای غربی و سایر کشورها                                            |
| --------- | --------------------------------------- | -------------------------------------------------------------- | -------------------------------------------------------- | ------------------------------- | ---------------------------------------------------------------------------- |
| ۲۰۲۲–۲۰۲۴ | بنین کامرون اریتره گامبیا سومالی        | هند قزاقستان مالزی قطر امارات متحده عربی                       | لیتوانی مونته‌نگرو                                        | آرژانتین هندوراس پاراگوئه       | فنلاند لوکزامبورگ ایالات متحده آمریکا                                        |
| ۲۰۲۱–۲۰۲۳ | ساحل عاج گابن مالاوی سنگال              | چین نپال پاکستان ازبکستان                                      | روسیه اوکراین جمهوری چک                                  | بولیوی کوبا مکزیک               | فرانسه بریتانیا                                                              |
| ۲۰۲۰–۲۰۲۲ | لیبی موریتانی سودان نامیبیا             | اندونزی ژاپن جزایر مارشال South Korea                          | ارمنستان لهستان                                          | برزیل ونزوئلا                   | آلمان هلند                                                                   |
| ۲۰۱۹–۲۰۲۱ | بورکینافاسو کامرون اریتره سومالی توگو   | بحرین بنگلادش فیجی هند فیلیپین                                 | بلغارستان چک                                             | آرژانتین باهاما اروگوئه         | اتریش دانمارک ایتالیا                                                        |
| ۲۰۱۸–۲۰۲۰ | آنگولا کنگو نیجریه سنگال                | افغانستان نپال قطر پاکستان                                     | اسلواکی اوکراین                                          | شیلی مکزیک پرو                  | استرالیا اسپانیا                                                             |
| ۲۰۱۷–۲۰۱۹ | مصر رواندا آفریقای جنوبی تونس           | چین عراق ژاپن عربستان سعودی                                    | کرواسی مجارستان                                          | برزیل کوبا                      | بریتانیا ایالات متحده آمریکا (left in June 2018) ایسلند (from 1۳ ژوئیه ۲۰۱۸) |
| ۲۰۱۶–۲۰۱۸ | بوروندی Côte D'Ivoire اتیوپی کنیا توگو  | Republic of Korea قرقیزستان مغولستان فیلیپین امارات متحده عربی | گرجستان اسلوونی                                          | اکوادور پاناما Venezuela        | بلژیک آلمان سوئیس                                                            |
| ۲۰۱۵–۲۰۱۷ | بوتسوانا کنگو غنا نیجریه                | بنگلادش هند اندونزی قطر                                        | آلبانی لتونی                                             | Bolivia السالوادور پاراگوئه     | هلند پرتغال                                                                  |
| ۲۰۱۴–۲۰۱۶ | الجزایر مراکش نامیبیا آفریقای جنوبی     | چین مالدیو عربستان سعودی ویتنام                                | Former Yugoslav Republic of Macedonia Russian Federation | کوبا مکزیک                      | فرانسه بریتانیا                                                              |
| ۲۰۱۳–۲۰۱۵ | اتیوپی Côte D'Ivoire گابن کنیا سیرالئون | ژاپن قزاقستان پاکستان Republic of Korea امارات متحده عربی      | استونی مونته‌نگرو                                         | آرژانتین برزیل ونزوئلا          | آلمان جمهوری ایرلند ایالات متحده آمریکا                                      |
| ۲۰۱۲–۲۰۱۴ | بنین بوتسوانا بورکینافاسو کنگو          | هند اندونزی کویت فیلیپین                                       | رومانی جمهوری چک                                         | شیلی کاستاریکا پرو              | ایتالیا اتریش                                                                |
| ۲۰۱۱–۲۰۱۳ | آنگولا لیبی موریتانی اوگاندا            | قطر مالزی مالدیو تایلند                                        | مولدووا لهستان                                           | اکوادور گواتمالا                | سوئیس اسپانیا                                                                |
| ۲۰۱۰–۲۰۱۲ | جیبوتی کامرون موریس نیجریه سنگال        | بنگلادش چین اردن قرقیزستان عربستان سعودی                       | Russian Federation مجارستان                              | کوبا مکزیک اروگوئه              | بلژیک نروژ ایالات متحده آمریکا                                               |
| ۲۰۰۹–۲۰۱۱ | بورکینافاسو گابن غنا زامبیا             | بحرین ژاپن پاکستان Republic of Korea                           | اسلواکی اوکراین                                          | آرژانتین برزیل شیلی             | فرانسه بریتانیا                                                              |
| ۲۰۰۸–۲۰۱۰ | مصر آنگولا ماداگاسکار آفریقای جنوبی     | هند اندونزی قطر فیلیپین                                        | بوسنی و هرزگوین اسلوونی                                  | Bolivia نیکاراگوئه              | هلند ایتالیا                                                                 |
| ۲۰۰۶–۲۰۰۹ | جیبوتی کامرون موریس نیجریه سنگال        | بنگلادش چین اردن مالزی عربستان سعودی                           | جمهوری آذربایجان Russian Federation                      | کوبا مکزیک اروگوئه              | آلمان کانادا سوئیس                                                           |
| ۲۰۰۶–۲۰۰۸ | گابن غنا مالی زامبیا                    | ژاپن پاکستان سری‌لانکا Republic of Korea                        | رومانی اوکراین                                           | برزیل گواتمالا پرو              | فرانسه بریتانیا                                                              |
| ۲۰۰۶–۲۰۰۷ | الجزایر مراکش آفریقای جنوبی تونس        | بحرین هند اندونزی فیلیپین                                      | لهستان جمهوری چک                                         | آرژانتین اکوادور                | فنلاند هلند                                                                  |

## سایر مسائل خاص

### واکنش به بحران‌ها

#### نوامبر ۲۰۲۲: ایران
در ۲۴ نوامبر ۲۰۲۲، شورا جلسه ویژه‌ای در مورد وضعیت رو به وخامت حقوق بشر در ایران، به ویژه در رابطه با زنان و کودکان، برگزار کرد.

#### آوریل ۲۰۲۴: اسرائیل
در ۵ آوریل ۲۰۲۴، شورا جلسه ویژه‌ای در مورد وخامت جنایات جنگی و جنایات علیه بشریت در نوار غزه، به ویژه در رابطه با نسل‌کشی در غزه، برگزار کرد. شورا به توقف فروش هرگونه سلاح به اسرائیل رأی مثبت داد.